# XVIII Corpo d'armata (Regio Esercito)
Il XVIII Corpo d'armata fu una grande unità del Regio Esercito italiano attiva durante la seconda guerra mondiale.

## Storia

### Prima guerra mondiale
Trae origini dal XVIII Corpo d'Armata costituito, dopo la trasformazione del comando del settore tra il Brenta ed il Cismon, il 7 giugno 1916 e venne poi sciolto il 5 settembre 1919.

### Seconda guerra mondiale

#### Prima formazione
Venne ricostituito il 10 settembre 1939, come corpo d'Armata di Bolzano, in sostituzione del IV Corpo d'Armata, trasferito alla frontiera occidentale. Il 1° aprile 1940 assunse il nominativo di XVIII Corpo d'Armata, inquadrando corpi e servizi della circoscrizione di Bolzano. Il 25 luglio cedette le attribuzioni di ente territoriale al comando difesa di Verona e venne sciolto.

#### Forza di occupazione in Jugoslavia
Il XVIII Corpo d'Armata venne nuovamente ricostituito a Bolzano il 1° luglio 1941 con elementi del disciolto Corpo d'Armata Alpino. Il 3 febbraio 1942 venne trasferito a Spalato, dove assume il controllo delle unità dislocate in Dalmazia ed in Croazia, assegnato alla 2° Armata, assumendo alle sue dipendenze la 12ª Divisione fanteria "Sassari", la 15ª Divisione fanteria "Bergamo", la 151ª Divisione fanteria "Perugia" ed il Comando Truppe Zara. Le truppe del territorio di Zara furono schierate a difesa della costa, dall'isola Pago fino alla cintura di difesa esterna di Zara e nelle isole antistanti. La divisione "Perugia", schierata più a sud, controllava la fascia costiera da Zara alla penisola di Sabbioncello. Le Divisioni "Sassari" e "Bergamo" erano dislocate nell'entroterra: la prima a presidio del Velebit e la seconda nelle vallate e lungo le pendici delle Alpi Dinariche, fino al fiume Narenta nell'Erzegovina. Durante l'estate la divisione "Perugia" venne trasferita al IV Corpo d'Armata e nello stesso periodo il Comando Truppe Zara si trasformò nella divisione "Zara". Nella loro attività di presidio le unità del corpo d'Armata furono impegnate continuativamente in azioni contro le formazioni partigiane. Durante la primavera e l'estate del 1943 i combattimenti contro la guerriglia si inaspriscono soprattutto nelle zone montane e nei dintorni di Sebenico. In seguito all'armistizio di Cassibile, il corpo venne sciolto a Venezia il 19 settembre.

## Ordine di battaglia
1939-1940
- Corpo d'Armata di Bolzano

1941-1943
- XVII Corpo d'Armata
- 12ª Divisione fanteria "Sassari"
- 15ª Divisione fanteria "Bergamo"
- 151ª Divisione fanteria "Perugia"
- Truppe di Zara (poi 158ª Divisione fanteria "Zara")
- 1ª Divisione celere "Eugenio di Savoia"

## Comandanti
1940
- Generale di divisione Marco Gamaleri

1941-1943
- Generale di corpo d'armata Marco Gamaleri
- Generale di corpo d'armata Gabriele Nasci
- Generale di corpo d'armata Quirino Armellini
- Generale di corpo d'armata Umberto Spigo